# Francisco Acuña de Figueroa

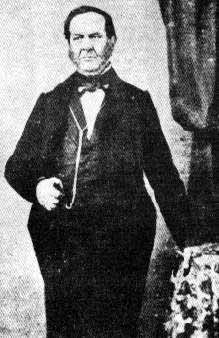
Francisco Acuña de Figueroa

Francisco Esteban Acuña de Figueroa (* 20. September 1790 oder 3. September 1791 in Montevideo; † 6. Oktober 1862 ebenda) war ein uruguayischer Schriftsteller.
Er ist der Verfasser der Texte sowohl der uruguayischen als auch der paraguayischen Nationalhymne.